# Haematomyzus
El género Haematomyzus (familia Haematomyzidae) incluye tres especies de piojos que se diferencian en forma tan marcada de los otros piojos (Phthiraptera) que se los ha ubicado en una superfamilia propia (Rhynchophthirina). Estos piojos poco comunes son parásitos de los elefantes y jabalíes. Sus piezas bucales forman una estructura como un taladro que les permite penetrar la gruesa piel de su hospedador.

## Taxonomía
Existen tres especies descriptas en este género de la familia Haematomyzidae: Haematomyzus elephantis (piojo del elefante), Haematomyzus hopkinsi (piojo del jabalí) y Haematomyzus porci (piojo del jabalí).

## Registros
Se ha observado que H. elephantis se hospeda tanto en el elefante africano como también en el elefante asiático.